# Гнездиловка
 Гнезди́ловка — село в Прохоровском районе Белгородской области, входит в состав Подолешенского сельского поселения.

## История
Свою историю село, на тот момент деревня, Гнездилово начало в  в первой трети XVIII века. В документах того времени упоминается мельница Гнездилова (1702 год)(А). К 1762 году в деревне насчитывалось 14 дворов. Основу населения составляли выходцы из села Верхнего Ольшанца. В  XVIII веке боярский сын Гнездилов получил здесь поместную землю.
Своё название данное село получило не случайно. Гнездиловка по всему периметру окружена возвышенностями, образуя вокруг села «гнездо» — отсюда и название.
По данным переписи населения в 1885 году в деревне Гнездиловка Подолешенской волости Корочанского уезда  насчитывалось 66 хозяйств, 613 крестьян, у всех имелись земельные наделы, 39 мужчин были грамотными. Своей церкви в деревни не было, относились к приходу слободы Косминка. Школа в Гнездиловке появилась только к 1905 году (трехклассная).
С приходом коллективизации в деревне организовали колхоз им. Сталина. Деревня разросталась и 1932 году стала центром сельского Совета в Прохоровском районе. Несколькими года позднее переходит в Беленихинский район, а в 1961 году после его упразднения вошло в Подолешенский сельсовет Прохоровского района.
Гнездиловка — одно из сёл, державшее удар в Великую Отечественную войну. Старожилы села помнят как вчерашний день те события.

Из воспоминаний Тюфанова А. Е.: 

мне было 14 лет немцы вошли в деревню тихо, одаряя детей конфетами. В тот момент в деревне стояли партизаны. немцы прознали об этом и повесили всех на дубе (дуб растёт по сей день)

Неподалёку от села располагается место, именуемое жителями «шипы» — это болотистое место, где во время Великой Отечественной войны утонули два танка. Ствол орудия советского танка видно из топи, а он в свою очередь стоит на немецком.
В 1984 году в Гнездиловке закрывают школу и с 1984-1985 годов приостанавливается и развитие села и его производственная деятельность. В 1994 году начинается строительство новых объектов : дома для жителей и клуб. С 1995 года начинают работать библиотека, почтовое отделение, магазин, столовая. В 1996 году работала ферма, имелась сельскохозяйственная техника.
В селе существует легенда, что в колодце, а в те времена ещё просто источнике, на месте которого позже был построен колодец, была найдена икона Параскевы Пятницы. Воду из колодца местные жители считают святой. Сама икона хранилась у Тюфановой Людмилы Николаевны, жительницы села Гнездиловка.

## Достопримечательности
У Гнездиловки и села Подольхи исток реки Северский Донец. В Гнездиловке имеется святой колодец, по преданию в нём произошло чудесное явление иконы Божьей Матери, у него каждый год совершает службу священник.